# Саарський франк
Саарский франк (нім. Saar-Franken) — грошова одиниця Території Саарського басейну з 1918 по 1935 (коли Саарська область стала частиною Німеччини), і Протекторату Саар з 1947 по 1959 рік. Його курс до французького франка становив 1: 1.

## Банкноти
| Саарський франк | Саарський франк | Саарський франк     | Саарський франк | Саарський франк | Саарський франк | Саарський франк                | Саарський франк | Саарський франк |
| Зображення      | Зображення      | Номінал (у франках) | Розміри (мм)    | Основний колер  | Опис            | Опис                           | Опис            | Дата друку      |
| Аверс           | Реверс          | Номінал (у франках) | Розміри (мм)    | Основний колер  | Аверс           | Реверс                         | Водяний знак    | Дата друку      |
| --------------- | --------------- | ------------------- | --------------- | --------------- | --------------- | ------------------------------ | --------------- | --------------- |
|                 |                 | 5                   |                 |                 | Жіночий портрет | Жінки під час вбирання врожаю. | .               |                 |
|                 |                 | 10                  |                 |                 | Жіночий портрет | Жінки під час вбирання врожаю. | .               |                 |
|                 |                 | 50                  |                 |                 | портрет         | жінка                          | .               |                 |
|                 |                 | 100                 |                 |                 | портрет         | жінка                          | .               |                 |